# 토니 달라라
토니 달라라(이탈리아어: Tony Dallara, 1936년 6월 30일 ~ )는 이탈리아의 남성 가수, 작사가, 배우이다.

## 이름
본명은 안토니오 라르데라(Antonio Lardera).

## 주요 내력
캄포바소에서 출생하였으며 지난날 한때 이탈리아 왕국 라치오주 로마에서 잠시 유아기를 보낸 적이 있고 롬바르디아주 밀라노에서 성장한 그는 1955년 〈산 레모 가요제〉에서 입상하여 가수 데뷔하였으며 1958년 이탈리아 영화 《L'autunno non e triste》의 주연으로 영화배우 데뷔하였고 1959년에 뮤지컬배우 데뷔하였다.

## 유명세
가수로서 그의 주요 히트곡은 《La novia》라는 노래 작품 등이 있다.